# Seznam nemških imen krajev v Sloveniji
Nemška imena (eksonimi) krajev v (današnji) Sloveniji

## A
- Andrenci Andrenzen, Andreasdorf
- Ajdovščina Haidenschaft
- Apače Abstall
- Artiče Artitsch bei Rann
- Arclin Arzlin bei Cilli

## B
- Babno Bawenau
- Banovci Banofzen, Wanofzen
- Begunje pri Cerknici Vigaun bei Zirknitz
- Begunje pri Lescah Vigaun bei Lees
- Bela Cerkev na Dolenjskem Weißkirchen in Krain
- Bela Peč Weißenfels
- Beltinci Fellsdorf
- Betnava (Schloss) Windenau bei Marburg
- Benedikt Benedikten in den Windischen Büheln
- Slovenska Bistrica Feistritz bei Marburg (tudi: Windisch Feistritz)
- Biš Wischdorf
- Bizeljsko Wissel, Wisslberg
- Blaguš Plaguschen, Wlaguschen
- Blanca Blanca bei Lichtenwald
- Bled Veldes
- Bohinjska Bela Wocheiner Vellach
- Bohinjska Bistrica Wocheiner Feistritz
- Bolehnečici Walehnetzen / Walehnetschen / Bolehnetzitz
- Boračeva Woritschau
- Bovec Flitsch
- Borovnica Franzdorf
- Branik Reifenberg
- Braslovče Fraßlau
- Brengova Wrangaberg / Wrancen
- Brestanica Reichenburg
- Brestrnica Tresternitz
- Brezje, Radovljica Bresiach
- Brezno, Podvelka Fresen
- Brezovica pri Ljubljani Bresowitz bei Laibach
- Brežice Rann
- Brusnice Wrußnitz
- Buče, Kozje Fautsch

## C
- Cankova Kaltenbrunn
- Cenkova Zenkau
- Celje Cilia, Cilli, (Zilli, 1825–1919)
- Cerklje na Gorenjskem Zirklach
- Cerknica Zirknitz
- Cerkvenjak Kirchberg in den Windischen Büheln
- Cirkovci Zirkowetz
- Cogetinci Zoggendorf
- Cven Zween

## Č
- Čagona Tschanga, Tschaag
- Črešnjevci Kerschdorf bei Oberradkersburg / Kerschach
- Črešnjevec, Slovenska Bistrica Kerschbach bei Windisch Feistritz
- Črmošnjice, Semič Tschermoschnitz
- Črna na Koroškem Schwarzenbach bei Prävali
- Črnomelj Tschernembl

## D
- Devica Marija v Polju Mariafeld in Krain
- Dob pri Domžalah Aich bei Laibach
- Dobriša vas Dobritschendorf
- Dobrna Neuhaus bei Cilli, (tudi: Bad Neuhaus)
- Dobrnič Döbernik
- Dobrova pri Ljubljani Dobrova bei Laibach
- Dol pri Hrastniku Dol bei Hrastnigg
- Dol pri Ljubljani Lusttal
- Dole pri Litiji Mariatal bei Littai
- Dolenja Hrušica Unter-Birnbaum
- Dolenja vas pri Ribnici Niederdorf bei Reifnitz
- Dolenji Logatec Unter-Loitsch
- Domžale Domschale
- Dovje Lengenfeld
- Draga pri Rakeku Suchen
- Dragatuš Dragatusch
- Dramlje Trennenberg
- Dravograd Unter-Drauburg
- Drbetinci Trebetnitz
- Drvanja Tribein
- Dvor, Žužemberk Hof in Krain

## F
- Fala Faal
- Fara, Kostel Fara in Krain
- Farska vas pri Prevaljah Pfarrdorf bei Prävali
- Fikšinci Füchelsdorf
- Fram Frauheim
- Frankolovo Sternstein

## G
- Gerlinci Jörgelsdorf
- Golnik Gallenfels
- Gomilsko Gomilsko
- Gonovič Gonowitsch
- Gorenje Blato Oberblatu, Oberblato
- Gorenji Logatec Ober Loitsch
- Gorenji Mozel Ober-Mösel
- Gorica Görz
- Goričane Görtschach
- Gorje pri Bledu Ober-Göriach bei Veldes
- Gornja Lendava Oberlindau
- Gornja Radgona Oberradkersburg
- Gornji Grad Oberburg
- Gornji Ivanjci Ober Ißwanzen, Oberiswanzen
- Gornji Ključarovci Oberweichseldorf, Oberklutscharowetz
- Grabče Grabtschach
- Grabonoš Graben, Grabonoschendorf
- Grabonoški Vrh Grabonoschenperg
- Gradac pri Črnomlju Gradatz in Krain
- Gradec (pri Pivki) Gratz
- Grahovo pri Cerknici Grahovo bei Zirknitz
- Grlinci Gerlinzen
- Griže Greis bei Cilli
- Grobelno Grobelno
- Grosuplje Großlupp
- Gumnišče Weiskirchen, Gubnische
- Guštanj, pozneje Ravne na Koroškem Gutenstein in Kärnten

## H
- Hajdina Haidin
- Hmeljnik Hopfenberg
- Hoče Kötsch
- Hodoš Hodosch
- Horjul Horjul
- Hotedršica Hotederschitz
- Hrastnik Hrastnigg

## I
- Ihova Meichendorf
- Ilirska Bistrica Illyrisch Feistritz
- Ivanjkovci Ivankofzen

## J
- Jakobski dol, prej: Jakoški dol Jakobstal
- Jarenina Jahring
- Javornik Jauerburg
- Jeruzalem Jerusalem
- Jesenice Fužine Aßling-Hütte
- Jesenice na Gorenjskem Aßling in Krain
- Jesenice ob Savi Jessenitz an der Save
- Jezersko Ober-Seeland
- Ježica Jeschza
- Jurklošter Gairach
- Juršinci Jurschinzen

## K
- Kamna Gorica Steinbüchel
- Kamnica Gams bei Marburg
- Kamnik Stein in Krain
- Kapelski Vrh Kappellenberg
- Kapla (Sveta Katarina v Kapli) Kappel (St. Katharina in Kappel)
- Kapla (Gornja, Spodnja) Kappel (Ober-, Unterkappel bei Arnfels)
- Kasaze Kassase
- Kidričevo Wudischdorf, tudi: Windischdorf (Skibinski 1892), Sternthal
- Ključarovski Vrh Schlüssenberg
- Ključarovci pri Ljutomeru Schlüsseldorf
- Knežak Grafenbrunn
- Kobarid Karfreit
- Kokarje Kanker
- Kočevje Gottschee
- Kočevska Reka Rieg
- Kokolajnščak Kokulainschak / Kokolainschagg
- Kokoriči Kokoritschen
- Kokra Kanker
- Komarnica Rotschützen
- Komenda Commenda
- Konjice Gonobitz
- Koprivnica pri Brežicah Kopreinitz in Steiermark
- Koprivnik pri Kočevju Nesseltal
- Korovci Grofenik
- Kostanjevica pri Krškem Landstraß
- Kostrivnica Kostreinitz
- Košaki Leitersberg bei Marburg an der Drau
- Kotlje Köttelach
- Kozje Drachenburg
- Kožljek Koschleck
- Kramarovci Sinnersdorf
- Kranj Krainburg
- Kranjska Gora Kronau
- Kresnice Kreßnitz
- Križevci pri Ljutomeru Kreuzdorf in Steiermark
- Krka Obergurk
- Krmelj Karmel
- Krnica Kernitz
- Kropa Kropp
- Krška vas Munkendorf
- Krško Gurkfeld
- Ksaverij v Savinjski dolini, sedaj Radmirje, St. Xaveri im Sanntal

## L
- Laporje Lapriach
- Laško Markt Tüffer
- Laze pri Gorjah Laase bei Göriach
- Lenart v Slovenskih goricah Sankt Leonhard in Windisch Büheln
- Košaki Leitersberg bei Marburg an der Drau
- Lendava Unterlindau
- Lesce Lees
- Leskovec pri Krškem Haselbach bei Gurkfeld
- Letuš Leuts[1]
- Libeliče Leifling
- Liboje Liboje bei Cilli, tudi: St. Agnes
- Lisce (pri Celju) Laisberg (bei Cilli)
- Limbuš Lembach (bei Marburg an der Drau)
- Lipnica Leibnitz
- Litija Littai
- Ljubljana Laibach
- Ljubno Laufen in Steiermark
- Ljutomer Luttenberg
- Loče pri Poljčanah Heiligengeist
- Logatec Loitsch
- Loka pri Zidanem mostu Laak bei Steinbrück
- Loka pri Žusmu Laak bei Süßenheim
- Lomanoše Deutsch Radersdorf
- Loški potok Laserbach
- Lož Laas
- Luče pri Ljubnem Leutsch
- Lukovica Lukowitz

## M
- Makole Maxau
- Mala Nedelja Klein-Sonntag bei Luttenberg
- Mahovci Machenstein
- Radlje ob Dravi Mahrenberg
- Maribor Marburg an der Drau
- Marija Snežna
- Martinjak Martinsbach
- Matenja vas Mautersdorf
- Medija, Izlake Gallenegg-Islak
- Medijske Toplice Bad Gallenegg
- Medija Gallenegg
- Medvode Zwischenwässern
- Mekinje Münkendorf
- Mengeš Mannsburg
- Mestinje Möstin
- Metlika Möttling
- Mevkuž Menkusch
- Meža Mieß an der Drau
- Mežica Mieß in Kärnten, Mießdorf
- Miklavčevo Miklau(t)zhof
- Mirna Neudegg in Krain
- Mirna Peč Hönigstein
- Mislinja Mißling
- Mojstrana Mojstrana
- Mokronog Nassenfuß
- Moravče Moräutsch
- Moste pri Ljubljani Moste bei Laibach
- Moškanjci Moschganzen
- Mota Mauthdorf
- Motnik Möttnig
- Mozirje Praßberg
- Murska Sobota Olsnitz
- Muta Hohenmauten

## N
- Ranca Ranzenberg
- Naklo Naklas
- Negova Negau
- Nemška Loka Unter-Deutschau
- Nova Sela pri Kočevju Nova Sela in Krain
- Nova vas pri Rakeku Neudorf bei Rakek
- Novo mesto Rudolfswert(h), Neustädtel

## O
- Obrež Obrisch
- Ocinje Guitzenhof
- Olimje Ulimie
- Oplotnica Oplotnitz
- Orehek, Postojna Nussdorf
- Orešje pri Litiji Oreschje bei Littai
- Ormož Friedau
- Ortnek Ortenegg
- Osek, Sveta Trojica v Slovenskih goricah Ossegg
- Osilnica Ossiunitz
- Otočec Schloss Wörd(e)l

## P
- Pekre Pi(c)kerndorf
- Pesnica Pößnitzhofen
- Petrovče Maria-Pletrowitsch
- Pijava Gorica Piauzbüchel
- Pilštanj Peilenstein
- Pišece Pischätz
- Plač Platsch
- Planina Planina (Haasberg)
- Planina pri Sevnici Montpreis
- Podbrezje Birkendorf
- Podčetrtek Windisch-Landsberg
- Podgora Unterbergen
- Podlehnik Lichtenegg in Steiermark
- Podnart Podnart
- Podplat Podplat bei Pöltschach
- Podsreda Hörberg
- Podhom Buchheim
- Pohorje Bachern, Bacher(n)gebirge
- Polhov Gradec Billichgratz
- Polička vas Pöllitschdorf
- Poljane nad Škofjo Loko Pölland bei Bischoflack
- Poljčane Pöltschach
- Poljšica pri Gorjah Pogelschitz bei Göriach
- Polzela Heilenstein
- Ponikva Ponigl
- Postojna Adelsberg
- Pragersko Pragerhof
- Preddvor Höflein
- Predel Predil
- Predjama Lueg
- Preserje Presser
- Prevalje Prävali
- Pristava Pristova
- Ptuj Pettau
- Ptujska Gora Maria-Neustift
- Puščava, Lovrenc na Pohorju Maria in der Wüste (St. Lorenzen am Bachern)
- Puštal Burgstall
- Pustrica Pustritz

## R
- Rabeljsko jezero Raiblsee
- Račje Kranichsfeld
- Radeče pri Zidanem mostu Ratschach bei Steinbrück
- Radenci (Bad) Radein
- Radlje ob Dravi Mahrenberg
- Radmirje Fratmannsdorf
- Radna Radna bei Lichtenwald
- Radomlje Radomle
- Radovljica Radmannsdorf
- Radovna Rothwein
- Rajhenburg Reichenburg
- Raka Arch
- Rakek Rakek
- Ranca Ranzenberg
- Rateče Ratschach
- Ravne na Koroškem Gutenstein in Kärnten
- Razdrto Prävald, Präwald
- Rečica na Paki Rietzdorf an der Pack
- Rečica v Savinjski dolini Riez in Steiermark
- Ribnica na Dolenjskem Reifnitz
- Ribnica na Pohorju Reifnig, Steiermark
- Rimske Toplice Römerbad
- Ročica Rottschitzen
- Rogaška Slatina Rohitsch-Sauerbrunn
- Rogatec Rohitsch
- Rovte Gereuth
- Rožnik Rožnik bei Cilli
- Ruda Ruden
- Rudolfovo gl. Novo mesto
- Ruše Maria Rast

## S
- Sava Sava
- Selca nad Škofjo Loko Selzach bei Bischoflack
- Selnica ob Dravi Zellnitz
- Semič Semitsch
- Senožeče Senosetsch
- Serdica Saldinhof
- Sevnica Lichtenwald
- Sežana Sesana (ital.)
- Sinča vas Kühnsdorf
- Slatina Radenci Bad Radein
- Slivnica pri Celju Schleinitz bei Cilli
- Slivnica pri Mariboru Schleinitz bei Marburg
- Slovenji Gradec Windischgra(t)z
- Slovenji Plajberk Windisch Bleiberg
- Slovenska Bistrica Windisch-Feistritz
- Slovenska vas (prej Nemška vas) Deutschdorf
- Slovenske Konjice Gonobitz
- Smlednik Flödnig
- Smolinci Smollinzen
- Sodražica Soderschitz
- Solčava Sulzbach
- Sovodenj Savodenj
- Sorica Zarz
- Spodnji Ivanjci Unter Ißwanzen
- Središče ob Dravi Polstrau
- Srednja vas v Bohinju Mitterdorf in der Wochein
- Sromlje Sromle
- Stara cerkev pri Kočevju Mitterdorf bei Gottschee
- Stara vas na Bizeljskem Altendorf-Wisell
- Stari Log pri Kočevju Altlag
- Stari trg pri Črnomlju Altenmarkt bei Gottschee
- Stari trg pri Rakeku Altenmarkt bei Rakek
- Stična (prej: Zatičina) Sittich
- Straža Strascha
- Stražišče Straschische
- Strnišče Kriegsspital Sternthal bei Pettau
- Stopiče Stopitsch
- Studenci pri Mariboru Brunndorf bei Marburg
- Studenec pri Ljubljani Brunndorf bei Laibach
- Studenice pri Poljčanah Studenitz bei Pöltschach
- Suhor Suchor
- Svečina Witschein
- Svet Jošt pri Kranju St. Jodoci bei Krainburg
- Sveta Ana v Slovenskih goricah St. Anna am Kriechenberg
- Sveta Barbara pri Mariboru St. Barbara bei Marburg
- Sveta Barbara v Halozah St. Barbara in der Kollos
- Sveta Marjeta pri Moškanjcih St. Margareten bei Moschganzen
- Sveta Trojica v Slovenskih goricah Heilige Dreifaltigkeit in Windisch-Büheln
- Sveti Andraž v Halozah St. Andrä in Leskowetz
- Sveti Andraž v Slovenskih goricah St. Andrä in Windisch-Büheln
- Sveti Anton v Slovenskih goricah St. Anton in Windisch Büheln
- Sveti Benedikt v Slovenskih goricah St. Benedikten in Windisch-Büheln
- Sveti Bolfenk pri Središču St. Wolfgang bei Polstrau
- Sveti Bolfenk v Slovenskih goricah St. Wolfgang in Windisch-Büheln
- Sveti Jakob v Slovenskih goricah St. Jakob in Windisch-Büheln
- Sveti Janez ob Bohinjskem jezeru St. Johannes am Wocheiner See
- Sveti Jurij na Ščavnici St. Georgen an der Stainz
- Sveti Jurij ob južni železnici St. Georgen an der Südbahn
- Sveti Jurij ob Pesnici St. Georgen an der Pössnitz
- Sveti Jurij ob Taboru St. Georgen am Tabor
- Sveti Jurij v Slovenskih goricah St. Georgen in Windischbüheln
- Sveti Križ pri Kostanjevici Heiligenkreuz bei Landstraß
- Sveti Križ pri Litiji Heiligenkreuz bei Littai
- Sveti Križ pri Mariboru/tudi: Sveti Križ pri Ljutomeru Heiligenkreuz bei Luttenberg
- Sveti Lenart v Slovenskih goricah St. Leonhard in Windisch-Büheln
- Sveti Lovrenc na Dravskem polju St. Lorenzen am Draufelde
- Sveti Lovrenc pri Mariboru St. Lorenzen ob Marburg
- Sveti Nikolaj pri Ormožu St. Nikolai bei Friedau
- Sveti Orih St. Ulrich
- Sveti Pavel pri Preboldu St. Paul bei Pragwald
- Sveti Peter pod Svetimi gorami St. Peter bei Königsberg
- Sveti Peter v Savinjski dolini St. Peter im Sanntal
- Sveti Primož v Podjuni St. Primus im Jauntal
- Sveti Tomaž pri Ormožu St. Thomas bei Friedau
- Sveti Trije Kralji Drei König
- Sveti Urban pri Ptuju St. Urban bei Pettau
- Sveti Vid pri Ptuju St. Veit bei Pettau

## Š
- Šahentrum (Dvorec) Schachenturn
- Šenčur pri Kranju St. Georgen bei Krainburg
- Šent Ilj v Slovenskih goricah Egydi-Tunnel, tudi: St. Egydi in Windischbüheln
- Šent Janž Johannistal
- Šent Jernej St. Barthelmä
- Šent Peter na Krasu St. Peter in Krain
- Šent Peter na Kranjskem St. Peter in Krain
- Šent Peter pri Novem mestu St. Peter bei Rudolfswert
- Šent Rupert pri Mokronogu St. Ruprecht in Krain
- Šent Vid nad Ljubljano St. Veit ob Laibach
- Šentilj v Slovenskih goricah St. Egydi in Windischbüheln
- Šentvid pri Stični St. Veit bei Sittich
- Širje Scheuern bei Steinbruck
- Škocijan pri Mokronogu St. Kanzian bei Nassenfuß
- Škofja Loka Bischoflack (1941-45: Laak an der Zaier)
- Škofljica Geweihtenbrunn
- Šmarje pri Jelšah St. Marein bei Erlachstein
- Šmarje Sap St. Marein-Sap
- Šmarjeta ob Pesnici St. Margareten an der Pößnitz
- Šmarjeta pri Novem mestu St. Margareten in Krain
- Šmartno ob Dreti St. Martin bei Oberburg
- Šmartno pri Litiji St. Martin bei Littai
- Šmartno v Tuhinju St. Martin in Tuchein
- Šoštanj Schönstein
- Štanjel St. Daniel
- Štore Store

## T
- Teharje Tüchern
- Tezno Thesen
- Tolmin Tolmein
- Trate Wiesenbach bei Mureck
- Trg Kozje Markt Drachenburg (prim. Kozje)
- Tolmin Tolmein
- Toplice pri Novem mestu Töplitz bei Rudolfswert
- Trbovlje Trifail
- Trebelno Trebelno
- Trebnje Treffen in Krain
- Trnovo ob Muri Weitersfeld in Steiermark
- Trojane Trojana
- Trzin Tersein
- Tržič Neumarktl in Oberkrain
- Tržišče Tersische
- Tupaliče Tupalič
- Turjak Auersperg

## U
- Unec Maunitz

## V
- Vače Waatsch
- Velenje Wöllan
- Velesovo Michelstetten
- Velika Loka Großlack bei Treffen
- Velika nedelja Groß-Sonntag
- Velike Lašče Großlaschitz
- Veliki Dolinci Nagydolány
- Veržej Wernsee
- Vič Waitsch
- Videm, Dobrepolje Videm bei Gutenfeld
- Videm pri Krškem Videm in Steiermark
- Vinica pri Črnomlju Weinitz
- Vipava Wippach
- Višnja Gora Weixelburg
- Višelnica pri Gorjah Wieschelnitz bei Göriach
- Vitanje Weitenstein
- Vitomarci Wittmannsberg
- Vodice nad Ljubljano Woditz in Krain
- Vojnik Hochenegg
- Vransko Franz
- Vrba Velden
- Vrhnika Oberlaibach
- Vuhred Wuchern
- Vurberg pri Ptuju Wurmberg bei Pettau
- Vuzenica Saldenhofen

## Z
- Zagorje ob Savi Sagor
- Zagradec na Dolenjskem Sagraz-Fužine
- Zali Log Salilog
- Zalog pri Skofljici Breitenau in der Oberkrain
- Zavrče Sauritsch
- Zgornja Polskava Ober-Pulsgau
- Zgornja Šiška Ober-Schischka
- Zgornja Sveta Kungota Ober-St. Kunigund
- Zgornja vesca Oberdörfl
- Zgornje Trušnje Ober-Trixen
- Zgornji Cmurek
- Zidani Most Steinbrück
- Zreče Ober-Rötschach bei Gonobitz

## Ž
- Žabnice Saifnitz
- Žalec Sachsenfeld
- Železniki Eis(n)ern
- Žetale Schiltern
- Žiče Seitzdorf
- Žiri Sairach
- Žirovnica Scheraunitz
- Župetinci Supetinzen
- Žužemberk Seisenberg